# حسن مختار صقر
حسن مختار صقر هو مغني وممثل مصري  كان يلقب في الثلاثينيات بأستاذ الموسيقى والطرب كان يؤدى أداءاً جيداً وخصوصاً في الموال الشعبي ولذلك نال شهرة كبيرة عند طائفة العمال والفلاحين. كان الفنان حسن مختار صقر قاسماً مشتركاً في معظم أعمال الفنانة «عزيزة أمير» في السينما.
من أشهر أغانيه: ياوردة - هلت ليالى الهنا - يا لمانى يلا يا لمانى (أغنية الصيادين من فيلم بياعة التفاح)، ومن أشهر مواويله: يا شارب الراح راح مالك وراح مالي - ماتتوب عن الراح (الخمر) رحمة لك ورحمة لي - رسول الغرام - ياذل حال العزيز - سبحان من صورك – يا نور القلب يا أبو عيون كحيلة (من فيلم الورشة).
من ألحانه: يالهف قلبي (غناء عقيلة راتب من فيلم قلب المرأة)

## قائمة أفلامه
فيلم «بياعة التفاح» للمخرج حسين فوزي عام 1939 (قام بدور عمر العجوز المتصابي)
فيلم «الورشة» للمخرج استيفان روستي عام 1940 (قام بدور دور الاسطى حسن رئيس العمال)
فيلم «قلب المرأة» للمخرج توجو مزراحي عام 1940 (قام بدور المغني الفلاح)
فيلم «المتهمة» للمخرج هنري بركات عام 1942 (قام بالغناء فقط)
فيلم «ليلى» للمخرج توجو مزراحي عام 1942 (قام بالغناء فقط)  
فيلم «المظاهر» للمخرج كمال سليم عام 1945.    

## وصلات خارجية
- حسن مختار صقر على موقع الدهليز
- حسن مختار صقر على موقع قاعدة بيانات الأفلام العربية
- حسن مختار صقر على الدهليز
- حسن مختار صقر على كاروهات

https://www.youtube.com/watch?v=wT7cJQj7F5M حسن مختار صقر
https://www.youtube.com/watch?v=pfg3ZXj_Cu4 حسن مختار صقر
https://www.youtube.com/watch?v=JngHja8Q_wo حسن مختار صقر
https://www.youtube.com/watch?v=9tFTvxF2V1o حسن مختار صقر
https://www.youtube.com/watch?v=Jew2VIjoBcM حسن مختار صقر
https://www.youtube.com/watch?v=vuhHyBpIZIo حسن مختار صقر
https://www.youtube.com/watch?v=gBSZt6Rz7hA حسن مختار صقر
https://www.youtube.com/watch?v=omZjIFxYoqc حسن مختار صقر
https://www.sama3y.net/forum/showthread.php?t=110384 حسن مختار صقر